# Министерство тяжёлого машиностроения СССР
Министе́рство тяжёлого машинострое́ния СССР (сокр. Минтяжмаш СССР) — орган государственного управления в СССР, согласно Конституции СССР являвшийся общесоюзным органом, ведавшим выпуском различных машин и оборудования для оснащения предприятий горнорудной, металлургической, угольной, энергетической и других отраслей народного хозяйства. Ведомство имело печать с гербом СССР.

## История

### Народный комиссариат тяжёлого машиностроения
Впервые ведомство было образовано 5 февраля 1939 года, в качестве Народного комиссариата тяжёлого машиностроения СССР (сокр. Наркомтяжмаш СССР или сокр. НКТМ СССР). Оно появилось при разделении Народного комиссариата машиностроения СССР.

### Министерство тяжёлого машиностроения
В ходе реформы СНК 15 марта 1946 года народный комиссариат преобразован в одноимённое министерство.
В 1949 году министерство участвовало в поставке на строительство газопровода Дашава — Киев — Брянск — Москва газомоторных электростанций мощностью 600 л. с. в комплекте с электрогенераторами и щитами управления
В период с 5 марта 1953 года ведомство находится в составе объединённого Министерства транспортного и тяжёлого машиностроения СССР. Помимо него, в состав объединённого министерства входят Минстройдормаш СССР, Минсудпром СССР, а также Министерство транспортного машиностроения СССР. Войдя в состав Минтранстяжмаша, ведомство снизило свой статус до уровня главного управления (сокр. Главтяжмаш или Главное управление тяжелого машиностроения).
С 19 апреля 1954 года ведомство вновь становится самостоятельным и существует вплоть до своего упразднения 10 мая 1957 года. В 1970-х годах в Тульской области строится Белевский тормозной завод, входивший в состав ПО «Трансмаш» (головной — Московский тормозной завод, МТЗ «Трансмаш»). В 1986 году в структуре министерства появились внешнеторговые организации на хозрасчёте.
27 июня 1989 года ведомство было восстановлено — на базе четырёх министерств: Министерства машиностроения СССР, Министерства химического и нефтяного машиностроения СССР, Министерства тяжёлого, энергетического и транспортного машиностроения СССР и Министерства строительного, дорожного и коммунального машиностроения СССР.

### Ликвидация
21 ноября 1990 года появляется Постановление Совета Министров СССР № 1168, согласно которому на базе предприятий, организаций и объединений министерства должны были быть созданы концерны: транспортного («Трансмаш»), строительно-дорожного, химического и нефтепромыслового машиностроения, а также строительного инструмента. Кроме того, на основании предложений трудовых коллективов должен быть создан вневедомственный концерн по выпуску насосного оборудования «Гидромаш».
На основании закрытого Постановления Совета Министров СССР № 1276 от 15 декабря 1990 года образовывался Государственный концерн тяжёлого и энергетического машиностроения «Тяжэнергомаш». Министерству поручалось передать концерну предприятия, организации и объединения, входившие в его состав, которые изъявили согласие войти в его состав.
Окончательно ведомство было упразднено 1 апреля 1991 года.

## Официальные названия
| Название                                          | Подчинение | Годы существования | Годы существования | 1-й министр      | 2-й министр        | 3-й министр     | Основание преобр. |
| Название                                          | Подчинение | Начало             | Конец              | 1-й министр      | 2-й министр        | 3-й министр     | Основание преобр. |
| ------------------------------------------------- | ---------- | ------------------ | ------------------ | ---------------- | ------------------ | --------------- | ----------------- |
| Народный комиссариат тяжёлого машиностроения СССР | СМ СССР    | 05.02.1939         | 15.03.1946         | Вячеслав Малышев | Александр Ефремов  | Николай Казаков | -                 |
| Министерство тяжёлого машиностроения СССР         | СМ СССР    | 15.03.1946         | 05.03.1953         | Николай Казаков  | -                  | -               | -                 |
| Министерство тяжёлого машиностроения СССР         | СМ СССР    | 19.04.1954         | 10.05.1957         | Николай Казаков  | Константин Петухов |                 | -                 |
| Министерство тяжёлого машиностроения СССР         | СМ СССР    | 27.06.1989         | 01.04.1991         | Владимир Величко | -                  | -               | -                 |

## Деятельность
На предприятиях министерства осуществлялось проектирование и производство:
- Землеройные машины: экскаваторы (роторные и шагающие), другая техника для горной отрасли: комбайны (горнопроходческие и очистные), машины для разведки, проходческие лебёдки, погрузочные стволовые машины, установки для бурения и т. п.
- Железнодорожный транспорт: магистральные тепловозы и вагоны, путевые машины и т. п.
- Подъёмно-транспортные машины: мостовые краны, конвейеры (стационарные и ленточные), оборудование для комплексной механизации складов.

Кроме этого выпускалось различное оборудование для металлургических предприятий: печи (плавильные и доменные), прокатные станы, оборудование для дробильно-размольного производства, агломерационных предприятий (агломашины). Помимо этого, выпускались котлы, турбины и прочая продукция для народного хозяйства.

## Структура
Центральный аппарат включал:
- Главное управление котельной промышленности (Главкотлопром).
- Главное управление подъёмно-транспортного машиностроения (ГУПТмаш).
- Главное управление по производству и комплектной поставке технологических установок для строительства нефтеперерабатывающих заводов (Главнефтемаш).
- Главное управление турбинной промышленности (Главтурбопром).
- Главное управление локомобильной и дизельной промышленности (Главлокомобильдизель).
- Главное управление вагоностроения (Главвагон).
- Главное управление рабочего снабжения (Главурс).
- Главное управление материально-технического снабжения.

В составе ведомства (эпоха Наркомтяжмаша) также находилось Главное управление дизелестроительной промышленности (Главдизель). Кроме того, в структуре имелись «учреждения по руководству комплектованием шахтных подземных машин смежными производствами и кооперированными поставками».
Также в составе ведомства имелось управление кадров и управление металлургии.

### Проектные организации и НИИ

#### ВНИИ вагоностроения
13 июля 1961 года появляется постановление Совета Министров СССР, предписывающее Госкомитету Совета Министров СССР по автоматизации и машиностроению создать Всесоюзный НИИ вагоностроения с филиалами: УкрНИИВ (в городе Кременчуг), Рижским филиалом (РФ ВНИИВ) в городе Риге и Калининским филиалом в городе Калинине (ныне город Тверь). Так на базе одноимённого научно-исследовательского бюро появился всесоюзный институт, занимавшийся комплексными работами по проектированию и испытанию вагонов.

#### ВНИИПТмаш
29 сентября 1930 года принимается решение правления Государственного всесоюзного объединения среднего машиностроения ВСНХ СССР о создании отраслевого НИИ внутризаводского транспорта (НИИПТ) для решения задач по разработке подъёмно-транспортного оборудования, промышленных зданий для его размещения и стальных конструкций мостов.
Вскоре, 2 сентября 1933 года, выходит приказ Наркомата тяжпрома о переименовании научно-исследовательского института в НИИ по стальным конструкциям мостов, подъёмно-транспортным сооружениям и механизации внутризаводского транспорта «Гинстальмост», а приказом от 13 ноября 1937 года он получает всесоюзный статус, а также меняет название на Всесоюзный НИИ подъёмно-транспортного оборудования (ВНИИПТО). С 29 мая 1941 года институт носит современное название — ВНИИ подъемно-транспортного машиностроения (ВНИИПТМаш).

#### УФ ЦКБА
Украинский филиал (УФ) ЦКБА (ЦКБ арматуростроения) появился в Киеве 14 мая 1964 года, после выхода постановления ЦК КПСС и Совета Министров СССР № 461. Учреждение создано на базе Киевского арматурно-машиностроительного завода. Научная организация занималась разработкой арматуры для Нововоронежской АЭС, НИИХиммаша, Института медико-биологических проблем АН СССР, создавала различные комплексы — например, наземные экспериментальные комплексы для подготовки и реализации долговременных полётов в космос.

#### ЦНИИТмаш
Постановлением ВСНХ СССР от 30 декабря 1929 года был образован НИИ машиностроения «НИИМаш». Через два года, 10 июля 1931 года, он преобразовывается в Центральный НИИ машиностроения и металлообработки («ЦНИИМаш»). Ещё через семь лет его объединяют с Государственным трестом по рационализации производства в машиностроительной и металлообрабатывающей промышленности «Оргаметалл». В результате он получает новое имя — Центральный научно-исследовательский институт технологии машиностроения (ЦНИИТМаш). 8 мая 1939 года из института выделяется Научно-исследовательский институт тяжелого машиностроения «НИИТяжмаш», а в начале следующего — снова объединяют в «ЦНИИТМаш». В годы войны научное учреждение находилось в эвакуации в Свердловской области.

### Тресты
- Всесоюзный трест лесозаготовок и подсобных предприятий Главного управления материально-технического снабжения[8].

### Заводы
- Алма-Атинский завод тяжёлого машиностроения, г. Алма-Ата.
- ПО «Армхиммаш» (Ереванский компрессорный завод)[18], г. Ереван.
- Астраханский завод антикоррозийного машиностроения, г. Астрахань.
- Армавирский завод железнодорожного машиностроения, г. Армавир.
- Бежицкий завод «Красный профинтерн»[19], г. Бежица, Брянская область.
- ПО «Брянский машиностроительный завод» имени В. И. Ленина, г. Брянск[20].
- Востокмашзавод (ВКМЗ), г. Усть-Каменогорск, Восточно-Казахстанская область.
- Днепродзержинский вагоностроительный завод им. газеты «Правда», Днепродзержинск, Днепропетровская область[21].
- Днепропетровский завод горно-шахтного оборудования (ДЗГО), г. Днепропетровск[21].
- Днепропетровский завод металлургического оборудования (ДЗМО), г. Днепропетровск[21].
- Ейский завод «Полиграфмаш», г. Ейск, Краснодарский край.
- Елгавский машиностроительный завод (Елгавмашзавод), г. Елгава.
- Ждановский завод тяжёлого машиностроения (ЖЗТМ), г. Жданов, Донецкая область.
- Ижорский завод, г. Колпино.
- Иркутский завод тяжёлого машиностроения (ИЗТМ), г. Иркутск.
- Калининский ордена Ленина вагоностроительный завод, г. Калинин.
- Калужский машиностроительный завод, г. Калуга.
- Карпинский машиностроительный завод, г. Карпинск, Свердловская область.
- Катайский насосный завод, г. Катайск, Курганская область.
- Кировский завод «Красный путиловец», г. Ленинград.
- Красноярский завод тяжёлого машиностроения (Крастяжмаш), г. Красноярск[22].
- Криворожский завод «Коммунист» (ныне Криворожский завод горного машиностроения), г. Кривой Рог.
- Ленинградский завод подъёмно-транспортного оборудования имени С. М. Кирова, г. Ленинград.
- Ленинградский металлический завод, г. Ленинград.
- Ворошиловградский тепловозостроительный завод, г. Ворошиловград.
- Кировский машиностроительный завод 1 Мая, г. Киров, Кировская область.
- ПО «Конвейер» им. 60-летия Великой Октябрьской социалистической революции, г. Львов[21].
- Людиновский машиностроительный завод, г. Людиново, Калужская область.
- НПО «Молдавгидромаш»[18], г. Кишинёв.
- Мингечаурский завод дорожных машин, г. Мингечаур[18].
- Московский машиностроительный завод «Красный металлист», г. Москва.
- Московское НПО «Газоочистка» (головное предприятие ПО «Газоочистка»). В состав ПО, помимо московского завода, входили:

1. Семибратовское ПО газоочистного и пылеулавливающего оборудования, п. Семибратово, Ярославская область.

- Мытищинский машиностроительный завод (Метровагонмаш), г. Мытищи, Московская область.
- Невский машиностроительный завод, г. Ленинград.
- Новокраматорский машиностроительный завод, г. Краматорск, Донецкая область[23].
- Рыбницкий насосный завод[18], г. Рыбница.
- Рижский Вагоностроительный Завод, г. Рига.
- Сибирский завод тяжёлого машиностроения, г. Красноярск[22].
- Славянский завод тяжёлого машиностроения, г. Славянск, Донецкая область.
- Старокраматорский машиностроительный завод, г. Краматорск, Донецкая область[19].
- Таганрогский завод «Красный котельщик», г. Таганрог[19].
- ПО «Тихорецкпутьмаш», г. Тихорецк[24], Краснодарский край.
- Уральский завод тяжёлого машиностроения им. С. Орджоникидзе, г. Свердловск[20].
- Уральский турбинный завод, г. Свердловск.
- Тульский завод железнодорожного машиностроения, г. Тула.
- Харьковский турбогенераторный завод им. Кирова, г. Харьков[19].
- Цхинвальский завод электровибрационных машин «Электровибромашина», Юго-Осетинская автономная область[25].
- Черемховский машиностроительный завод, г. Черемхово, Иркутская область.
- Щучинский котельно-механический завод, г. Щучинск, Целиноградская область.
- Электростальский завод тяжёлого машиностроения, г. Электросталь, Московская область.
- Ясиноватский машиностроительный завод им. 60-летия СССР (ВПО «Союзгормаш»), г. Ясиноватая, Донецкая область.

### Издательства
- Государственное научно-техническое издательство машиностроительной литературы (Машгиз)[8].